# Pak Nam-chol (Fußballspieler, 1988)
Pak Nam-chol (* 3. Oktober 1988 in Pjöngjang) ist ein nordkoreanischer Fußballspieler.

## Karriere
Pak tritt international als Spieler in der DPR Korea Liga für die Sportgruppe Amrokgang in Erscheinung, dem Klub des Ministeriums für Staatssicherheit.
Der Abwehrspieler gehörte 2005 bei der U-17-Weltmeisterschaft in Peru zum Stammaufgebot und scheiterte mit dem Team im Viertelfinale nach Verlängerung an Brasilien. 2006 gewann er mit der U-20-Auswahl um Kapitän Kim Kum-il die U-19-Asienmeisterschaft. Aufgrund dieses Erfolgs schloss sich 2007 die Teilnahme an der U-20-WM in Kanada an. Er bildete während des Turniers mit Ri Kwang-hyok das Innenverteidigerpaar, in einer Gruppe mit den späteren Finalisten Tschechien und Argentinien reichten zwei Punkte jedoch nicht zum Weiterkommen.
In der Folge schlossen sich Einsätze in der nordkoreanischen Olympiaauswahl (U-23) an, so kam er bei den Ostasienspielen 2009 zum Einsatz, wo man durch zwei verlorene Elfmeterschießen im Halbfinale und dem Spiel um Platz 3 einen Medaillenrang knapp verfehlte.
Zu seinem Debüt in der nordkoreanischen Nationalmannschaft kam Pak 2007 in den beiden Erstrunden-Partien der WM-Qualifikation gegen die Mongolei. 2008 führte er als Kapitän das Nationalteam beim AFC Challenge Cup 2008 an, scheiterte mit der „B-Auswahl“ aber durch eine 0:1-Niederlage im Halbfinale. Zwei Jahre später gehörte er beim AFC Challenge Cup 2010 erneut zum Aufgebot und realisierte mit der Mannschaft durch einen Finalerfolg über Turkmenistan die damit verbundene Qualifikation für die Asienmeisterschaft 2011. Pak kam in allen fünf Turnierpartien zum Einsatz.
Bei der WM-Endrunde 2010 in Südafrika gehörte Pak zum nordkoreanischen Aufgebot, blieb beim Vorrundenaus aber ohne Einsatz.